# Edykt z Alhambry

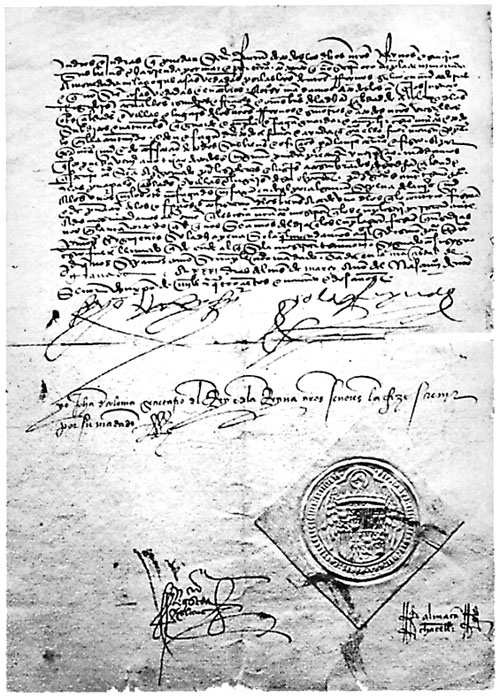
Kopia edyktu z pieczęcią

Edykt z Alhambry (zwany również edyktem o wygnaniu Żydów) – edykt wydany 31 marca 1492 przez Królów Katolickich Hiszpanii Izabelę I Kastylijską i Ferdynanda II Aragońskiego, nakazujący wypędzenie Żydów z Królestwa Hiszpanii i jej posiadłości do 31 lipca 1492 roku.
Edykt został formalnie odwołany przez rząd Hiszpanii 16 grudnia 1968. Dziś liczbę Żydów w Hiszpanii szacuje się na ok. 40 tys. osób.

## Tło historyczne
Obecność Żydów w Hiszpanii datuje się od czasów Cesarstwa rzymskiego. Pomiędzy VIII a XV wiekiem trwał powolny proces przejmowania Półwyspu Iberyjskiego przez królestwa chrześcijańskie, zwany rekonkwistą. Żydzi zamieszkiwali teren całego półwyspu i byli lojalni wobec tego władcy, na terytorium którego żyła dana społeczność. W Kastylii i Leónie oraz Aragonii traktowanie Żydów zmieniało się zależnie od panującego władcy. Niekiedy zapewniano im przywileje, innym razem nakazywano noszenie żółtych oznak lub zakazywano mieszkania, a nawet spożywania posiłków pod wspólnym dachem z chrześcijanami. Zazwyczaj władcy zezwalali Żydom na zajmowanie stanowisk w urzędach publicznych oraz trudnienie się rzemiosłem i handlem.
Sytuacja uległa znacznemu pogorszeniu pod koniec XIV wieku. W 1391 roku fala antyżydowskich pogromów przetoczyła się przez wiele hiszpańskich miast. Tysiące Żydów zginęło, a znaczną część pozostałych ochrzczono pod groźbą śmierci. Wkrótce król Aragonii zezwolił przymusowo ochrzczonym na powrót do judaizmu. Ponieważ jednak zmiana religii otwierała dyskryminowanym w wielu dziedzinach życia społecznego Żydom nowe perspektywy, większość nie skorzystała z tej możliwości. Ponadto działalność misjonarska dominikanów oraz narastająca presja ekonomiczna i prawna na społeczności żydowskie zwiększała szeregi „nowych chrześcijan” (zwanych również marranami).
Nowoochrzczeni uzyskali dostęp do zamkniętych dla nich dotąd grup społecznych i instytucji: urzędów publicznych, uniwersytetów, gildii kupieckich, Kościoła, sfery finansowej i stanu szlacheckiego. Wzrost pozycji społecznej konwertytów wywoływał zawiść i zarazem nieufność u „starych chrześcijan”. Rozruchy przeciwko konwertytom powtarzały się odtąd co kilka lat. Głównym oskarżeniem kierowanym przeciwko marranom były zarzuty o potajemne wyznawanie judaizmu. W 1480 roku królowie Izabela i Ferdynand utworzyli Inkwizycję hiszpańską, której trybunały orzekały kary więzienia lub śmierci wobec tych, którzy konsekwentnie odmawiali „przyznania się do winy” i wyrzeczenia się herezji.

## Edykt
31 marca 1492 roku, trzy miesiące po podbiciu Emiratu Grenady, które kończyło proces rekonkwisty, królowie Izabela i Ferdynand wydali Edykt z Alhambry. Oskarżono w nim Żydów o „usiłowanie na wszelkie sposoby obalenia ich świętej wiary katolickiej i próby odciągania wiernych chrześcijan od ich wiary”. Edykt nakazywał wygnanie wszystkich Żydów z królestwa w przeciągu czterech miesięcy (do końca lipca 1492 roku). Przez ten czas Żydzi mogli sprzedać lub wymienić dotychczasową własność, ale nie mieli prawa wywozić monet i przedmiotów zakazanych. Edykt zakazywał również powrotu do królestwa „na zawsze”, a za próbę powrotu ustanawiał karę śmierci oraz konfiskatę majątku. Ponadto za udzielanie przez poddanych pomocy Żydom po dacie wygnania, edykt ustanawiał karę konfiskaty własności i pozbawienia przywilejów.

## Eksodus i rozproszenie Żydów
Szacuje się, że na skutek wprowadzenia dekretu z Hiszpanii wygnano pomiędzy 40 a 200 tys. Żydów. Masowa wyprzedaż majątków drastycznie obniżyła ich cenę. Część uciekinierów zginęła po drodze. Emigrowano do Afryki Północnej i Europy południowo-wschodniej, gdzie uchodźcom zagwarantowano bezpieczeństwo. Przybysze stworzyli bujnie rozwijające się wspólnoty lokalne, z których największe mieściły się w Salonikach, Stambule i Sarajewie. Częściowo przenikali się również ze wspólnotami istniejącymi wcześniej.
Znaczna część wygnanych emigrowała do Portugalii, gdzie jednak udało im się uniknąć prześladowań tylko przez kilka lat. W 1497 król Portugalii Manuel I Szczęśliwy, chciał się ożenić z córką Ferdynanda i Izabeli. Małżeństwo jednak miało jeden warunek – Manuel miał wypędzić Żydów z Portugalii. Władca przystał na to, jednak nie był temu chętny, bo skutkowałoby to dużym ubytkiem ludności państwa. Nakazał im więc przejście na wiarę katolicką. Pozostali Żydzi mieli wynieść się z kraju do października 1497 roku.